# Montgomery Bowl 2020
Le Montgomery Bowl 2020 est un match de football américain de niveau universitaire joué après la saison régulière de 2020, le 23 décembre 2020 au Cramton Bowl de Montgomery dans l'État de l'Alabama aux États-Unis.
Il s'agit de la 1re édition du Montgomery Bowl. L'évènement a été retransmis par ESPN Events qui en est proprétaire.
Il est officiellement annoncé le 30 octobre 2020 et remplace, uniquement pour cette saison, le Fenway Bowl 2020 qui a été annulé à la suite de la pandémie de Covid-19.
Le match met en présence l'équipe des Owls de Florida Atlantic issue de la Conference USA et l'équipe des Tigers de Memphis issue de l'American Athletic Conference.
Il débute à 18 heures locales et est retransmis à la télévision par ESPN.
Memphis gagne le match sur le score de 25 à 10.

## Présentation du match
| Équipes                                                            | Conférences | Entraîneurs           | Stats. saison rég. | Classements avant le bowl | Classements avant le bowl | Classements avant le bowl |
| ------------------------------------------------------------------ | ----------- | --------------------- | ------------------ | ------------------------- | ------------------------- | ------------------------- |
| Équipes                                                            | Conférences | Entraîneurs           | Stats. saison rég. | CFP                       | AP                        | Coaches                   |
| Owls de Florida Atlantic                                           | C-USA       | Willie Taggart (en)   | 5 - 3              | NC                        | NC                        | NC                        |
| Tigers de Memphis                                                  | AAC         | Ryan Silverfield (en) | 7 - 3              | NC                        | NC                        | NC                        |
| - Équipe donnée favorite par les bookmakers : Memphis par 9 points |             |                       |                    |                           |                           |                           |

Il s'agit de la 2e rencontre entre ces deux équipes, Florida Atlantic ayant battu Memphis 44-27 lors du New Orleans Bowl 2007.

### Owls de Florida Atlantic
Avec un bilan global en saison régulière de 5 victoires et 3 défaites (4-2 en matchs de conférence), Florida Atlantic est éligible et accepte l'invitation pour participer au Montgomery Bowl de 2020.
Ils terminent 2e de la East Division de la Conference USA derrière Marshall.
À l'issue de la saison 2020, ils n'apparaissent pas dans les classements CFP, AP et Coaches.
C'est leur première apparition au Montgomery Bowl.
| Postes      | Joueurs      | Statistiques                                                                                          |
| ----------- | ------------ | --- |
| Quarterback | Nick Tronti  | 73/135 passes réussies pour 759 yards, 5 TDs, 2 interceptions, 11 sacks subis, évaluation QB de 110,6 |
| Coureur     | Javion Posey | 56 courses pour 401 yards nets gagnés et 3 TDs                                                        |
| Receveur    | TJ Chase     | 21 réceptions pour 328 yards et 1 TDs                                                                 |

### Tigers de Memphis
Avec un bilan global en saison régulière de 7 victoires et 3 défaites (5-3 en matchs de conférence), Memphis est éligible et accepte l'invitation pour participer au Montgomery Bowl de 2020.
Ils terminent 3e de l'American Athletic Conference derrière #8 Cincinnati et #24 Tulsa.
À l'issue de la saison 2020, ils n'apparaissent pas dans les classements CFP, AP et Coaches mais en début de saison, leur meilleur classement a été une place de 16e à l'AP et de 15e au Coaches (1re semaine).
C'est leur première apparition au Montgomery Bowl.
| Postes      | Joueurs           | Statistiques                                                                                              |
| ----------- | ----------------- | --- |
| Quarterback | Brady White       | 232/386 passes réussies pour 3 096 yards, 28 TDs, 9 interceptions, 20 sacks subis, évaluation QB de 146,8 |
| Coureur     | Rodrigues Clark   | 125 courses pour 523 yards nets gagnés et 2 TDs                                                           |
| Receveur    | Calvin Austin III | 60 réceptions pour 1 025 yards et 10 TDs                                                                  |